# Mario Gennari
Mario Gennari (* 1952 in Genua) ist ein italienischer Pädagoge und Philosoph.

## Leben
Gennari ist Ordinarius Professor für Allgemeine Pädagogik und Philosophie der Menschenbildung an der Universität von Genua und ist Direktor des Centro Studi Pedagogici „Don Lorenzo Milani“ in Genua.
Er leitet seit 1996, für den Bompiani Verlag in Mailand, die Abteilung „Bildungswissenschaften“, in der Sammlung „Studi Bompiani“ und seit 2007 für den Il Melangolo Verlag in Genua, die Sammlung  „Philosophie der Bildung“.
Er hat in den 12 Bänden der „Enciclopedia Filosofica“ (Bompiani, Milano, 2006) die Abteilung „Allgemeine Pädagogik“ herausgegeben. Er ist Mitglied wissenschaftlicher Ausschüsse von nationalen und internationalen Zeitschriften und Sammlungen. Für Essayistik hat er mehrere Preise gewonnen.
Ferner hat er Werke von Pestalozzi, Adorno und Gadamer von der deutschen in die italienische Sprache übersetzt.

## Werke

### Als Autor
- Pedagogia e semiotica, La Scuola, Brescia, 1984
- Lo sguardo iconico. Per un’educazione all’immagine, La Scuola, Brescia, 1984
- Pedagogia degli ambienti educativi, Armando, Roma, 1988
- Interpretare l’educazione. Pedagogia, semiotica, ermeneutica, La Scuola, Brescia, 1992
- L’educazione estetica, Bompiani, Milano, 1994
- Storia della Bildung. Formazione dell’uomo e storia della cultura in Germania e nella Mitteleuropa, La Scuola, Brescia, 1995
- Semantica della città e educazione, Marsilio, Venezia, 1995
- La educación estética. Arte y literatura, Paidós, Barcelona – Buenos Aires – México, 1997
- Semántica de la ciudad y educación. Pedagogía de la ciudad, Herder, Barcelona, 1998
- Filosofia della formazione dell’uomo, Bompiani, Milano, 2001
- Trattato di Pedagogia Generale, Bompiani, Milano, 2006
- Filosofia del pensiero, Il Melangolo, Genova, 2007
- L’Eidos del mondo, Bompiani, Milano, 2012
- Formema, Il Melangolo, Genova, 2015
- Missa in tempore belli, Il Melangolo, Genova, 2015, pp.96
- Herrad von Landsberg e l’Hortus deliciarum, Il Melangolo, Genova, 2017
- Dalla paideia classica alla Bildung divina, Bompiani, Milano, 2017, – 2018 (II ed.)
- Filosofia del discorso, Il Melangolo, Genova, 2018
- Trattatello di prosòdica. Che cosa è, com’è e chi è la nostra voce?, Il Melangolo, Genova, 2019
- La Bildung neoumanistica. Germania e Europa nell’Età di Goethe, La Scuola di Pitagora, Napoli, 2023

### Als Herausgeber
- Alfabeti dell’immagine, Angeli, Milano, 1985
- Didattica dell’educazione visiva, La Scuola, Brescia, 1985
- Estetiche dell’ambiente. Linguaggi per l’educazione, Sagep, Genova, 1988
- Beni culturali e scuola, La Scuola, Brescia, 1988
- La città educante, Sagep, Genova, 1989
- L’insegnamento di don Lorenzo Milani, di E. Balducci, Laterza, Roma-Bari, 1995
- Didattica generale, Bompiani, Milano, 1996
- L’apocalisse di don Milani, Scheiwiller, Milano, 2008
- La veglia di un solitario, di J.H. Pestalozzi, Il Melangolo, Genova, 2009
- Il bambino e la sua arte. Novantanove tesi, di C. Ghezzi, Il Melangolo, Genova, 2010

### Erzählungen
- Cinque amori alle Cinque Terre, Il Melangolo, Genova, 2010
- Prometeo s-catenato, Il Melangolo, Genova, 2012
- L’Ombra Sveva, Il Melangolo, Genova, 2016

| Personendaten    | Personendaten                        |
| ---------------- | ------------------------------------ |
| NAME             | Gennari, Mario                       |
| KURZBESCHREIBUNG | italienischer Pädagoge und Philosoph |
| GEBURTSDATUM     | 1952                                 |
| GEBURTSORT       | Genua                                |